# WGAN
WGAN(560 AM)은 포틀랜드에 운영이 허가된 민영 라디오 방송국이다. 이 방송국은 사가 커뮤니케이션스(Saga Communications)가 소유하고 있으며 뉴스/토크 라디오 형식을 방송한다. 이 방송국은 자칭 "Newsradio WGAN AM 560 및 FM 98.5"라고 부른다. 스튜디오와 사무실은 메인 주 사우스 포틀랜드의 웨스턴 애비뉴(Western Avenue)에 있다.
이 방송국은 또한 250와트 FM 변환기인 98.5 W253DA를 통해서도 들린다. 이를 통해 FM 라디오를 선호하는 청취자는 포틀랜드와 인근 교외 지역에서 WGAN을 들을 수 있다. 또한, WGAN은 공동 소유한 93.1 WMGX의 HD2 채널에서도 들을 수 있다. AM 560은 24시간 내내 5,000와트의 전력으로 남부 메인주 대부분과 메인 해안을 따라 록랜드까지 방송한다. 송신기는 포틀랜드의 워렌 애비뉴에서 떨어진 메인 턴파이크(Maine Turnpike) 근처에 있다. WGAN은 메인주의 비상 경보 시스템을 위한 주요 진입점인 방송국이다.